# Capparis detonsa
Capparis detonsa là một loài thực vật có hoa trong họ Capparaceae. Loài này được Triana & Planch. mô tả khoa học đầu tiên năm 1862.